# Carinthia (Zeitschrift)
Die Carinthia ist eine in Kärnten erscheinende Zeitschrift, die am 1. Juli 1811 erstmals erschien, und damit die drittälteste noch bestehende Publikation dieser Art im deutschen Sprachraum und die älteste wissenschaftliche Zeitschrift Österreichs. Die Carinthia ist seit 1891 zweigeteilt: Carinthia I ist das Publikationsorgan des Geschichtsvereines für Kärnten, die Carinthia II das Organ des Naturwissenschaftlichen Vereines für Kärnten.

## Gründung als Beilage zur Klagenfurter Zeitung
Die Bewilligung für die Herausgabe einer Zeitschrift wurde von einer „Gesellschaft von Vaterlandsfreunden“ beantragt. Wer ihr angehörte, ist heute nicht mehr bekannt. Die Carinthia war zunächst eine Beilage zur Klagenfurter Zeitung und erschien bei Kleinmayr. Gründer und erster Herausgeber war der Schauspieler und gelernte Buchhändler Karl Mercy, er wurde aber schon im Herbst 1811 durch Johann Gottfried Kumpf abgelöst. Ein früher Förderer der Zeitschrift war Franz Josef Reichsgraf von Enzenberg, Präsident des innerösterreichischen Appellations- und Kriminalgerichts in Klagenfurt. Er sorgte dafür, dass die Zeitschrift den Klagenfurter Zensurbehörden unterstand, und publizierte selbst unter dem Pseudonym Gerbennez. Auch Erzherzog Johann war der neuen Zeitschrift gewogen.
Von 1814 bis 1815 leitete Johann Ritter von Jenull die Carinthia, die 1814 bereits 900 Abnehmer hatte. Von 1815 bis 1862, mit Unterbrechungen 1848 sowie 1851 bis 1854, war Simon Martin Mayer der Leiter der Carinthia. Während der Unterbrechungen war Vinzenz Rizzi ihr Redakteur.
Die ursprüngliche, selbstgestellte Aufgabe der Carinthia war, Kärntens historische, ethnologische, topographische, pittoreske, industrielle und agronomische Bedeutung darzustellen. Im Laufe der Jahre wurde sie jedoch zu einem recht nichtssagenden, schöngeistigen Familienblättchen, in dem nach Nußbaumer unbedeutende Novellen, verschwommene Sonette, byzantinische Gelegenheitsgedichte und rührselige Nekrologe erschienen.
1848, unter dem neuen Redakteur Vinzenz Rizzi, wurde die Carinthia für kurze Zeit zu einer politischen Zeitung. Themen waren nun Pressefreiheit, die deutsche Frage, Grundlastenablösung, Gemeindeordnung und die Nationalitätenfrage. Der Untertitel der Zeitschrift lautet in dieser Zeit Constitutionelles Blatt für Zeitinteressen. Nach kurzer Zeit wird Rizzi aber wieder durch seinen Vorgänger Simon Martin Mayer abgelöst, die Carinthia wieder zur Zeitschrift für Vaterlandskunde, Belehrung und Unterhaltung, mit den alten Inhalten. 1851 löst nun wiederum Rizzi Mayer ab, er setzt, wenn auch vorsichtiger und sanfter, wieder auf seine Themen von 1848. Die Klagenfurter Zeitung, als deren Beilage die Carinthia erscheint, ist in dieser Zeit eine täglich erscheinende Zeitung, ein eigenes Feuilleton ist geplant. Damit erschien die Carinthia als überflüssig und wurde mit 31. Dezember 1854 eingestellt.

## Als eigenständige Zeitschrift (1855–1863)
Unter der Führung ihres alten Redakteurs Simon Martin Mayer wurde die Carinthia bereits am 5. Mai 1855 als Wochenblatt wiederbelebt. Sie erschien nun als Wochenblatt bei Leon in Klagenfurt. Neben Kärntner Dichtern kamen besonders auch die innerösterreichischen Nachbarn aus der Steiermark und Krain zu Wort. Allerdings konnte auch Mayers Nachfolger, Ernst Rauscher, 1863 den Niedergang der Carinthia als literarische Zeitschrift nicht mehr aufhalten.

## Die Zeitschrift beider Landesvereine (1863–1890)
Als die Carinthia wiederum von der Einstellung bedroht war, übernahm der Geschichtsverein zusammen mit dem Naturhistorischen Landesmuseum (heute Naturwissenschaftlicher Verein) die Herausgabe der Zeitschrift, die nun monatlich erschien. Sie erhielt den Untertitel Zeitschrift für Vaterlandskunde, Belehrung und Unterhaltung. Die Beiträge waren vorwiegend populärwissenschaftlicher Natur, was zu einer gewissen wissenschaftlichen Verflachung und verschiedenen Konflikten führte.

## Trennung in zwei Zeitschriften (1891 bis heute)
Differenzen zwischen Geschichts- und naturhistorischem Verein führten schließlich zu einer Trennung der Carinthia in zwei Zeitschriften. Der Geschichtsverein hatte zunächst 1890 eine eigene Zeitschrift, die Neue Carinthia gegründet, die parallel zu alten Carinthia erschien und nur einen Jahrgang erlebte.

### Carinthia I
Nach der Trennung gab der Geschichtsverein ab 1891 die Carinthia I heraus, wobei die Zählung der Jahrgänge von der Carinthia weitergeführt wurde. Das inhaltliche Programm wurde von der Neuen Carinthia übernommen. Beide, Neue Carinthia wie Carinthia I, wurden von Simon Laschitzer geleitet. Das Programm war wie folgt:
- Beschränkung auf Kärnten
- Berücksichtigung der Vielfalt der Landesgeschichte mit politischer Geschichte, Kulturgeschichte und Volkskunde
- Literaturgeschichte
- historische Geographie und Volkssprache
- Einführung von kleinen geschichtlichen Mitteilungen
- Besprechung neuer Literatur
- größere Quelleneditionen bleiben dem Archiv für vaterländische Geschichte und Topographie vorbehalten.

Die Redakteure, seit 1914 Schriftleiter, waren:
- Simon Laschitzer 1890–1897
- August von Jaksch 1898–1912
- Martin Wutte 1913/14–1938
- Gotbert Moro 1939–1970
- Wilhelm Neumann 1971–1990, außer 1975
- Alfred Ogris 1975, 1991–2007[6]
- Wilhelm Wadl seit 2008[7]

### Carinthia II
Die Carinthia II ist das Publikationsorgan des Naturwissenschaftlichen Vereines für Kärnten. Bis Ende des Zweiten Weltkrieges wurde sie ausschließlich von Kärntner Autoren genutzt, seitdem finden sich in zunehmendem Maße auch Autoren von außerhalb Kärntens auf ihren Seiten. Die zunehmende Spezialisierung der Naturwissenschaften und auch der Beiträge führte zur Gefahr, die breite Basis der interessierten Laien zu verlieren. Daher wird die Carinthia II seit 1988 in zwei Teilen, einem populärwissenschaftlichen Teil 1 und einem wissenschaftlicheren Teil 2 geführt. Der Karinthin war eine Beilage zur Thematik der Erdwissenschaften.
Publiziert werden fach- und populärwissenschaftliche Beiträge, die sich mit Kärnten oder angrenzenden Gebieten beschäftigen. Ausnahmen davon sind möglich.
2010 gaben die beiden Vereine anlässlich des 200. Jahrgangs der Carinthia gemeinsam das vom Geographen Martin Seger verfasste Buch Kärnten – Landschaftsräume – Lebensräume heraus.